# کمربند امنیت دریایی
کمربند امنیت دریایی یا رزمایش مرکب دریایی که با چمدان‌واژهٔ چی‌ایرو (اختصاری CHIRU) نیز شناخته می‌شود، یک رزمایش دریایی سه‌جانبه است که چین، ایران و روسیه به‌عنوان شُرکا در آن شرکت می‌کنند. اولین بار درسال ۲۰۱۹ برگزارشد و قرار است هرسال برگزار شود.

## تاریخچه

### ۲۰۱۹
اولین دوره این تمرین در ۲۷ دسامبر ۲۰۱۹ آغازشد و چهار روز به طول انجامید. منطقه عملیاتی بخش شمالی اقیانوس هند بود.

یگان‌های شرکت کننده در این رزمایش عبارت بودند از:
| - ایران - البرز (ناوچه) - سهند (ناوچه) - بایندر (گشت‌ناو) - تندر (هواناور) - شهید ناصری نژاد (کشتی امدادی) - شهید ناظری (HARTH) | - چین - شینگ' (ناوشکن) | - روسیه - یاروسلو مادریچ (پاس‌ناو) - النی (تانکر) - ویکتور کونتسکی (قایق یدک‌کش) |

### ۲۰۲۰
به دلیل دنیاگیری ویروس کوید-۱۹ لغو شد.

### ۲۰۲۱
چین در نسخه دوم رزمایش زمانی که توسط روسیه و ایران در ۱۶ فوریه ۲۰۲۱ آغاز شد، غایب بود. بعداً اعلام شد که نیروی دریایی هند و چین نیز به آن ملحق خواهند شد، اما هیچ‌کدام درنهایت در آن شرکت نکرنند. در ۱۸ فوریه ۲۰۲۱، وب سایت رسمی نیروی دریایی هند با صدور بیانیه‌ای شرکت در رزمایش را تکذیب کرد. خبرگزاری آنادولو ترکیه گزارش داد که نیروی دریایی هند در آخرین لحظه این طرح را لغو کرده است، زیرا تهران گفته است که چین نیز می‌تواند به رزمایش بپیوندد و هندی‌ها به دلیل درگیری‌های مرزی اخیر نمی‌خواهند با چینی‌ها همراه شوند.

### ۲۰۲۲
نسخه سوم این رزمایش در اواخر ژانویه ۲۰۲۲ در منطقه‌ای به وسعت ۱۷۰۰۰ کیلومتر مربع (۶۵۶۰ مایل مربع) در شمال اقیانوس هند برگزار شد. این شامل مجموعه ای از تمرینات تاکتیکی مانند خاموش کردن آتش در کشتی‌های در حال سوختن، رهاسازی یک کشتی ربوده شده و شلیک به اهداف هوایی در شب بود.

### ۲۰۲۳
چهارمین دوره این رزمایش از ۲۴ اسفند به مدت ۴ روز در شمال اقیانوس هند برگزار شد.

### ۲۰۲۴
در تاریخ ۱۴۰۲/۱۲/۲۳ با حضور چین و روسیه آغاز شد و از سال‌های دیگر خیلی بیشتر رسانه‌ای شد و با حضور قدرتمند چین و روسیه و ایران این رزمایش انجام شد.

### ۲۰۲۵
رزمایش «کمربند امنیت دریایی-۲۰۲۵» روز دوشنبه ۲۰ اسفند در نزدیکی بندر چابهار ایران برگزار خواهند کرد. این رزمایش بر حملات دریایی، کنترل آسیب‌ها و عملیات جست‌وجو شروع شد و در ۲۲ اسفند با برگزاری رژه یگان‌های شرکت کننده از مقابل ناوشکن جمهوری اسلامی ایران «جماران» در منطقه شمال اقیانوس هند پایان یافت.

## یادداشت
1. ↑  روسی: Пояс морской безопасности; چینی: 海上安全带